# Tadeusz Hyla
Tadeusz Hyla (ur. 5 sierpnia 1934, zm. 13 sierpnia 2015 w Tychach) – polski działacz państwowy i spółdzielczy, menedżer, podsekretarz stanu w resortach związanych z rynkiem wewnętrznym (1986–1988).

## Życiorys
Syn Władysława i Anastazji. Przez szereg lat związany z sektorem spółdzielczym. W latach 1975–1986 kierował Wojewódzką Spółdzielnią Spożywców „Społem” w Katowicach. Przez szereg lat zasiadał również w radzie nadzorczej Banku Spółdzielczego w Tychach. Później powrócił do działalności w katowickim „Społem”, gdzie pracował prawie do śmierci. Objął funkcję prezesa stowarzyszenia „Zdrowy Człowiek”.
Wstąpił do Polskiej Zjednoczonej Partii Robotniczej. Zajmował stanowisko I zastępcy ministra w Ministerstwie Rynku Wewnętrznego i Usług (marzec 1986 – październik 1987) oraz Ministerstwie Rynku Wewnętrznego (grudzień 1987 – grudzień 1988), gdzie odpowiadał za kwestie konsumpcyjne.
Był żonaty z Małgorzatą, miał synów Grzegorza i Wojciecha.

## Odznaczenia
Został odznaczony m.in. Krzyżem Kawalerskim Orderu Odrodzenia Polski i Srebrnym Krzyżem Zasługi.